# Jakob Bremer
Jakob Bremer (* 17. September 1881 bei St. Nikolauskloster, Dyck; † 1963) war ein deutscher Theologe, Geschichts- und Heimatforscher sowie hauptberuflich Gymnasiallehrer. Jakob Bremer erforschte über 40 Jahre (1920–1963) lang die Geschichte seiner Heimat und wertete dazu umfangreiche Urkunden aus zahlreichen Archiven und Akten aus. Seine Publikationen über das sehr kleinräumige Gebiet von Liedberg, Myllendonk und Dyck umfassen fast 2.500 Seiten.

## Werdegang
Nach seinem Abitur in Köln am Apostelgymnasium und einem Studium promovierte Bremer 1904 zum Dr. theol. an der Universität Bonn. Am 10. März 1904 wurde er zum Priester geweiht, danach war er Kaplan an St. Peter und Paul in Eschweiler. Ab 1909 wirkte Bremer als Religionslehrer am dortigen Lyzeum. 1917 wurde er Religionslehrer bzw. Studienrat am Stiftischen Gymnasium in Düren. Zuletzt wirkte er als Gymnasiallehrer in Mönchengladbach und bis zur Pensionierung als Studiendirektor am staatlichen Oberlyzeum (dem heutigen Gymnasium an der Gartenstraße, Mönchengladbach). 1941 zog Bremer in sein Elternhaus nach Liedberg.

## Forschungen zur Rheinischen Landesgeschichte und Heimat
Jakob Bremer erforschte von 1920 bis zu seinem Tod 1963 die Geschichte seiner Heimat und wertete dazu umfangreiche Urkunden aus zahlreichen Archiven und Akten aus. Für sein erstes Werk, die 888 Seiten starke Abhandlung „Das Kurkölnische Amt Liedberg“ wertete er im Laufe von zehn Jahren alle in Betracht kommenden Archive und die Literatur aus. Sein erstes Werk zeichnet sich insbesondere dadurch aus, dass Bremer die Geschichte der einzelnen Höfe, Familien und Personen aufbereitete und hierzu erstmals umfangreiches Quellenmaterial auswertete. Sein zweites Werk über die „Reichunmittelbare Herrschaft Myllendonk“ (655 Seiten) mit den Gemeinden Korschenbroich und Pesch zielte auch auf die Verbindung von Familien- und Heimatgeschichte. Für sein letztes Werk „Die reichsunmittelbare Herrschaft Dyck der Grafen, jetzigen Fürsten zu Salm-Reifferscheidt“ (805 Seiten) wertete Jakob Bremer Urkunden und Akten des Archivs von Schloss Dyck, des Staatsarchivs Düsseldorf, der Diözesanarchive zu Köln und Aachen sowie diverser Stadt- und Pfarrarchiven aus.

## Würdigungen und Auszeichnungen
2002 urteilte Friedhelm Ruf in der Neuß-Grevenbroicher Zeitung, Bremers Darstellung der reichsunmittelbaren Herrschaft Dyck sei ein „einzigartiges Werk heimatlicher Geschichtsschreibung“ darstelle.
- Ehrenmitglied des Historischen Verein für den Niederrhein
- Verleihung des päpstlichen Ehrentitels Prälat seiner Heiligkeit (Msgr.)
- Dr.-Bremer-Straße in Korschenbroich – Ortsteil Steinhausen

## Veröffentlichungen
- Das Kurkölnische Amt Liedberg. Mönchengladbach 1930.
- Die reichsunmittelbare Herrschaft Millendonk. Mönchengladbach 1939.
- Die reichsunmittelbare Herrschaft Dyck der Grafen, jetzigen Fürsten zu Salm-Reifferscheidt. Grevenbroich 1959.
- Liedberg bis zur Pfarrerhebung. Aufsatz um 1959.